# Wikla
Wikla (gr. Βίκλα) – wieś w Republice Cypryjskiej, w dystrykcie Limassol. W 2011 roku liczyła 1 mieszkańca.